# No No Song
«No No Song» (с англ. — «Нет-Нет-Песня») — песня, написанная Hoyt Axton и David Jackson. Сюжет текста песни — настойчивые попытки продать колумбийскую марихуану, испанский кокаин и самогон из штата Теннесси выздоравливающему наркоману, который отказывается от всего этого.

## Кавер-версия Ринго Старра
Ринго Старр записал кавер-версию «No No Song» и включил её в свой альбом 1974 года Goodnight Vienna. Также песня была выпущена на сингле (с би-сайдом «Snookeroo»); сингл достиг 1-го места в канадском чарте RPM и 3-го места в американском чарте синглов Billboard Hot 100.

## Другие кавер-версии песни
Бразильский рок-музыкант Raul Seixas записал версию песни на бразильском варианте португальского языка, под названием порт. «Não Quero Mais Andar na Contra-mão» (англ. «Don’t Want to Ride on the Wrong Way Anymore») (рус. «Никогда больше не захочу ездить по неправильной стороне дороги»), изменив названия наркотиков ближе к бытующим в бразильской культуре (соответственно, колумбийская марихуана, боливийский кокаин и аргентинский аэрозольный баллончик с хлорэтаном). Seixas также выпустил в 1977 альбом (и сингл, ставший хитом) под названием O Dia em que a Terra Parou (англ. «The Day the Earth Stood Still») (рус. «День, когда Земля остановилась»). Песня сама по себе не имеет отношения к одноимённому фильму 1951 года; напротив, он скорее ссылается на альбом Старра Goodnight Vienna: обложка бразильского альбома пародийно воспроизводит обложку альбома Старра, где Ринго заменен актёром Michael Rennie в образе инопланетянина Клаату (Klaatu), стоящего рядом с роботом Гортом (Gort) (Клаату и Горт — персонажи фильма).

## Участники записи (версия Ринго Старра)
- Ринго Старр — ведущий вокал, барабаны, перкуссия
- Клаус Форман — бас-гитара
- Jesse Ed Davis — электрогитара
- Ники Хопкинс — электропиано
- Trevor Lawrence — духовые инструменты
- Bobby Keyes — духовые инструменты
- Гарри Нилссон — бэк-вокал

(дается по)